# 望月 (駆逐艦)
|              | |
| 艦歴         | |
| 建造所       | 浦賀船渠 |
| 起工         | 1926年3月23日                                                                                               |
| 進水         | 1927年4月28日                                                                                               |
| 竣工         | 1927年10月31日（第33号駆逐艦）                                                                              |
| 沈没         | 1943年10月24日                                                                                              |
| 除籍         | 1944年1月5日                                                                                                |
| 要目（計画） | |
| 排水量       | 基準：1,315トン、常備：1,445トン                                                                            |
| 全長         | 102.72m |
| 全幅         | 9.16m |
| 吃水         | 2.92m |
| 機関         | ロ号艦本式缶4基 艦本式タービン2基 2軸、38,500馬力                                                           |
| 速力         | 37.25ノット                                                                                                 |
| 航続距離     | 14ノットで4,500海里                                                                                         |
| 燃料         | 重油450トン                                                                                                 |
| 乗員         | 154名 |
| 兵装         | 45口径三年式12cm単装砲4門 留式7.7mm機銃2挺 61cm3連装魚雷発射管2基6門 （八年式魚雷12本） 爆雷投射器 爆雷12個 |

望月（もちづき）は、日本海軍の睦月型駆逐艦11番艦である。艦名は満月の別称。1927年(昭和2年）10月に竣工した。 1943年（昭和18年）10月、ニューブリテン島で揚陸作戦中に空襲を受け沈没した。

## 艦歴

### 建造から太平洋戦争緒戦まで
1925年（大正15年）6月25日、大正12年度艦艇補充計画に基づき浦賀船渠で建造予定の一等駆逐艦に第33号駆逐艦の艦名が与えられた。1927年（昭和2年）10月31日に竣工、佐世保鎮守府に所属した。1928年（昭和3年）8月1日、望月と改称された。1937年（昭和12年）からの支那事変で中支、南支方面に進出した。
1941年(昭和16年)12月8日の太平洋戦争開戦時、望月は睦月、如月、弥生の睦月型4隻で第30駆逐隊を編制し、南洋部隊の第四艦隊・第六水雷戦隊に所属していた。開戦直後の11日、第30駆逐隊は第六水雷戦隊と共にウェーク島攻略戦に参加した（編制はウェーク島の戦い参照）。陸上からの砲撃と空襲で疾風と如月の駆逐艦2隻を喪失、作戦は失敗したが、望月に被害はなかった。12月21日以降の第二次攻略作戦にも参加し、ウェーク島を占領した。
その後、第六水雷戦隊はラバウル、ラエ、サラモア、ブーゲンビル島の各攻略作戦に参加した。5月上旬の珊瑚海海戦ではポートモレスビー攻略部隊に参加した。5月25日、卯月が第30駆逐隊に編入した。第30駆逐隊は6月以降、ガダルカナル島設営作戦や船団護衛に従事した。7月上旬、弥生と共に修理のため本土へ回航し、13日に佐世保港に帰港した。

### ガダルカナル島の戦い
7月10日、第六水雷戦隊が解隊された。第30駆逐隊は10日に第二海上護衛部隊、14日からは新編された第八艦隊に配属された。8月24日-25日の第二次ソロモン海戦では、沈没した空母龍驤艦載機で不時着した乗員の救助を行った。
9月11日、ニューギニア島ミルン湾で弥生が空襲を受け沈没した。駆逐艦磯風と共に乗員の救助活動に従事した。21日夜に磯風とラバウルを出撃し、22日にカッターボートの10名を収容した。同日深夜の救出は失敗したが25日夜に磯風と再出撃し、26日夜にノーマンビー島で弥生艦長以下乗組員83名を救助した。
10月5日、輸送船「愛国丸、報国丸、清澄丸」が東南アジアからソロモン諸島への陸軍輸送を実施することになり、「望月」は10月5日に船団と合流、6日ラバウルに到着した。12日、「鳥海、望月」はラバウルを出撃、13日ショートランド泊地に到着した。
10月14日、前夜の第三戦隊（戦艦金剛、榛名）によるヘンダーソン基地艦砲射撃に続いて重巡「鳥海、衣笠」も同飛行場基地に対し艦砲射撃を実施、「天霧、望月」は重巡2隻を護衛した。
10月16-17日、軽巡洋艦3隻（川内、由良、龍田）と水雷戦隊部隊（秋月《四水戦旗艦》、朝雲、暁、雷、村雨、夕立、春雨、五月雨、浦波、敷波、綾波、有明、白露、時雨）によるガダルカナル島輸送作戦が実施された。17日夜、軽巡戦隊はガ島エスペランス岬にて、水雷戦隊はタサファロング岬にて揚陸に成功。「鳥海、衣笠、天霧、望月」は掩護のためルンガ沖に進出し、「天霧、望月」のみ飛行場への艦砲射撃を実施した。
11月上旬、「望月」は軽巡「天龍」及び第四水雷戦隊を基幹とする増援部隊と共同でガダルカナル島への輸送作戦を実施した。甲増援隊（朝雲《第四水雷戦隊旗艦》、村雨、春雨、夕立、時雨、白露、有明、夕暮、白雪、暁、雷、天龍）は11月1日22時30分に、第一攻撃隊（衣笠《増援部隊指揮官橋本信太郎第三水雷戦隊司令官旗艦》、川内、天霧、初雪）と乙増援隊（満潮、敷波、綾波、望月）は23時以降にショートランドを出撃、各艦に「白雪」触礁以外の損害はなかったものの、揚陸地点で波浪のため内火艇や短艇を多数喪失、未揚陸物資を出した。「望月」は大発動艇2隻を曳航して帰投している。
11月5日、甲増援隊（朝雲《旗艦》、村雨、春雨、夕立、時雨、白露、有明、夕暮、朝潮、満潮）、乙増援隊（浦波、敷波、綾波、初雪、望月、天龍）はガ島輸送を実施、米軍魚雷艇や潜水艦の襲撃をかわして全艦無事に帰投した。輸送作戦と並行して「初雪、望月」はガダルカナル島の蟻輸送（大発動艇、小発動艇部隊）基地撤収作戦にも従事した。
11月7-9日、第四水雷戦隊（臨時旗艦「天龍」）麾下の乙増援部隊（指揮官第9駆逐隊司令佐藤康夫大佐：朝雲《旗艦》、村雨、夕立、春雨、時雨、白露、夕暮、朝潮、満潮、望月）はガダルカナル島輸送作戦を実施した。「朝雲、望月」は警戒艦として行動する。8日深夜、米軍魚雷艇複数隻が日本艦隊を雷撃、魚雷1本が「望月」に命中するが、不発だっため被害はなかった。
11月中旬、「望月」は第三次ソロモン海戦に輸送船団護衛艦として参加。増援部隊駆逐艦（早潮《第二水雷戦隊司令官田中頼三少将旗艦》、親潮、黒潮、海風、江風、涼風、高波、巻波、長波、天霧、望月）は輸送船団11隻を護衛してガダルカナル島へ向かうが、空母「エンタープライズ」艦載機およびヘンダーソン基地航空隊やB-17重爆の反復攻撃を受ける。「望月」は沈没船から乗組員1012名を救助したのち、被弾した「佐渡丸」を「天霧」と共に護衛してショートランド泊地へ戻った。第三次ソロモン海戦は日本軍の敗北でおわり、ガダルカナル島の戦局は一挙に悪化した。「望月」は同海戦で損傷した軽巡洋艦「五十鈴」を護衛してトラックへ向かい、11月20日に到着した。12月1日、「睦月、弥生」を喪失して「望月、卯月」の2隻になっていた第30駆逐隊は解隊された。
その頃、連合軍はニューギニア戦線で反撃に出ていた。11月16日にはパプアニューギニアの日本軍拠点ブナに上陸戦闘を敢行し、ブナ・ゴナの戦いが始まっている。日本海軍はガダルカナル島方面に加えてニューギニア方面でも鼠輸送（駆逐艦輸送）を実施することになった。12月12日、重巡「熊野、鈴谷」と「望月」から成る支援隊はカビエンを出撃してアドミラルティ諸島へ進出、輸送隊（風雲、荒潮、磯波、電）に対し補給を実施した。
12月18日-19日、「朝潮、望月」はフォン半島先端のフインシュへ陸戦隊の揚陸を実施。帰途、爆撃を受け「望月」は戦死者40名以上を出した。12月21日の段階で、東部ニューギニア方面護衛隊麾下の駆逐艦は「望月」のみとなった。

### 昭和18年の戦い
1943年（昭和18年）1月9日、駆逐艦「望月」、水雷艇「鴻」は輸送船「西阿丸」を護衛してニュージョージア島ムンダ輸送を実施した。13日、「望月」は敷設艦「津軽」と共にサンタイサベル島レカタへの輸送を実施。その際、座礁して損傷する。何度も損傷した「望月」は2月に佐世保に帰港し、修理に従事する。
3月より再びラバウル方面で輸送任務に従事した。
3月15日に「ふろりだ丸」がアメリカ潜水艦の攻撃を受けて航行不能となると、「望月」は同船護衛のために派遣された。
3月28-29日、天霧と共に第12防空隊50名と糧食弾薬をレカタ基地へ輸送した。30日、三日月、望月、卯月で第30駆逐隊が再編され、南東方面艦隊・第八艦隊・第三水雷戦隊（秋山輝男少将）に所属した。望月は第11航空戦隊、958空水偵部隊と共にビスマルク諸島方面航空部隊にも配属された。
4月2日-3日、「雪風、天霧、望月」はサンタイサベル島・レカタ基地輸送を実施した。4月7日、「天霧、望月」でレカタ輸送を実施するがB-17重爆1機の攻撃で「天霧」が損傷した（死傷者10名）。
4月29日-30日、「天霧、夕霧、望月」で呉鎮守府第七特別陸戦隊司令官勝野実少将や歩兵第23連隊230名、弾薬糧食等をレカタへ輸送した。5月3日（第二回）、5月7日（第三回）、5月10日（第四回）と、この3隻で輸送作戦を実施した。4月下旬〜5月上旬の月暗期輸送はこれで終了し、次の月暗期（レカタ方面6月末、コロンバンガラ方面7月末）まで物資の集積に努める。4月下旬〜5月上旬のレカタ方面における輸送総量は、進出（陸軍820名、海軍306名）と後送（陸軍507名、海軍58名）及び燃料弾薬90トン・糧食150トンであったという。
5月下旬、月暗期となったため日本海軍は駆逐艦輸送を再開した。5月28日と5月31日、「望月、天霧」はブイン〜レカタ輸送（二回の合計佐七特陸戦隊464名、物件220トン、燃料120缶）を実施した。6月4日-5日、「天霧、望月、皐月」はラバウル〜ツルブ輸送を実施。6月6日-7日、「長月、望月」によるツルブ輸送を実施。並行して潜水艦による『モグラ輸送』が行われた。6月27日-28日、「望月、皐月、夕凪」によるコロンバンガラ島輸送（陸兵900名、物資100トン）を実施した。直後の6月30日、米軍はレンドバ島に上陸、ニュージョージア島の戦いがはじまる。
外南洋部隊水上部隊指揮官秋山輝男第三水雷戦隊司令官は、司令官直率部隊（秋月型駆逐艦/旗艦新月、望月、皐月、夕凪）、先行部隊（天霧、初雪、長月、水無月、三日月）を指揮してラバウルやブインから出撃、レンドバ島西方海面に到達したが米艦隊と遭遇しなかった。7月2日夜、秋山司令官は直率隊（新月《旗艦》、天霧、初雪、長月、皐月、望月）と陽動隊（軽巡夕張、駆逐艦《夕凪、三日月》）を率いてレンドバ島沖合に突入した。だが米艦隊は出現せず、日付変更後に米軍魚雷艇と米軍機夜間空襲を受け、魚雷艇2隻を撃沈して撤収した。その頃、米軍はニュージョージア島へ上陸を開始、日本軍はコロンバンガラ島への緊急輸送を企図する。第一回輸送部隊（第22駆逐隊司令金岡国三大佐：第22駆逐隊《長月、皐月》、新月、夕凪）と第二回輸送部隊（第11駆逐隊《天霧、初雪》、第30駆逐隊《望月、三日月》）が編制されてブインを出撃するが、第一回輸送隊は米艦隊（巡洋艦4、駆逐艦4）と遭遇し駆逐艦1隻を撃沈、だが輸送作戦そのものは中止に至った。
7月5日、南東方面艦隊司令長官草鹿任一中将は増援部隊全力によるコロンバンガラ島輸送を命じ、秋山三水戦司令官は新たに陽炎型駆逐艦2隻（浜風、谷風）と白露型駆逐艦1隻（涼風）を編制に加える。秋山少将直率隊（新月、涼風、谷風）、第一次輸送隊（望月、三日月、浜風）、第二次輸送隊（天霧、初雪、長月、皐月）という部署であった。同日夕刻、第三水雷戦隊はショートランド泊地を出撃、コロンバンガラ島到着直前の2348よりウォルデン・L・エインズワース少将率いる米艦隊（巡洋艦3、駆逐艦4）との夜間水上戦闘が勃発する（クラ湾夜戦）。「新月、涼風、谷風、天霧、初雪」が砲戦魚雷戦を展開する中、「望月」は大発動艇の曳索をスクリューに巻き込む事故を起こし、「浜風、三日月」から遅れてしまう。7月6日午前3時、揚陸を終えた「望月」は単艦で帰途につくが、4時10分に米艦隊から砲撃を受け小破、魚雷1本を発射して戦場を離脱した。本海戦で「新月」が沈没、「長月」が座礁放棄。とくに「新月」沈没により全乗組員と秋山少将以下第三水雷戦隊司令部は総員戦死。他の駆逐艦も損傷した。米軍は軽巡「ヘレナ」が沈没した。損傷した「初雪、望月」はラバウルへ後退し、15日まで応急修理を実施している。
増援部隊（第三水雷戦隊）は一時的に司令官不在となったため、重巡洋艦「鳥海」艦長有賀幸作大佐が代理に指揮をとる。7月7日、伊集院松治大佐（前職戦艦金剛艦長）が第三水雷戦隊司令官に任命され、10日に着任した。しかし前述のように三水戦は参謀や司令部要員ごと全滅しており、そこで第二水雷戦隊司令官伊崎俊二少将（旗艦「神通」）が増援部隊の指揮を執ることになった。ところが7月12日夜のコロンバンガラ島沖海戦で「神通」は沈没し伊崎司令官および第二水雷戦隊司令部も全滅。第七戦隊司令官西村祥治少将が当面の指揮を執ることになった。
一連のクラ湾夜戦とコロンバンガラ島沖海戦で日本軍は米軍水上部隊に大打撃を与えたと判断し、コロンバンガラ島方面での敵艦隊撃滅と輸送作戦を行う計画をたてる。第七戦隊司令官西村少将を指揮官とし、主隊（熊野、鈴谷）、水雷戦隊（川内、皐月、水無月、雪風、浜風、清波、夕暮）、輸送隊（三日月、夕凪、松風）という戦力が集結、16日2200にラバウルを進出してブインへむかった。「初雪、望月」は西村艦隊に先行して16日夕刻にラバウルを出撃、17日午前5時にブインへ入港。「初雪」は「水無月」に、「望月」は「皐月」に横付けして物件・重油の移載をおこなう。7月17日朝、ブインは大型爆撃機19、戦爆約150機の大空襲を受ける。被弾した「初雪」は沈没、「皐月、水無月」が小破、翌日にも空襲を受け「望月」が小破した。これを受けて西村艦隊は一旦ラバウルへ帰投、戦力を再編したのち18日に再出撃した。19日-20日、輸送作戦には成功したものの、夜間空襲により重巡「熊野」小破、駆逐艦「清波、夕暮」沈没という損害を受けて戦果はなかった。増援部隊艦艇は一時ラバウルに後退し、修理をおこなう。
僚艦の三日月がツルブ輸送を実施中に座礁し、7月28日に空襲で沈没した。29日、望月と皐月の応急修理が完成した。2隻は損傷した重巡熊野を護衛してラバウルを出発、トラックに向かった。望月はサイパンを経由して8月15日に佐世保へ到着、修理に入った。9月21日に佐世保を出撃、トラック泊地を経由して29日にラバウルに戻り、引き続き護衛作戦に投入された。10月7日-8日、天霧、皐月と共にスルミに、21日-22日は天霧とブカ島輸送を実施した。

### 沈没
10月23日、ニューブリテン島ジャキノットに米軍上陸の情報があり、南東方面艦隊は望月と卯月に陸戦隊約100名の輸送を命じた。2隻は午後4時15分にラバウルを出撃したが、ジャキノットで揚陸中の24日午前0時20分に空襲を受けて望月が被弾、沈没した。乗員10名が戦死した。卯月は揚陸を断念し、望月の乗員を収容してラバウルに戻った。
米軍記録による沈没海域は 南緯5度42分 東経151度40分 / 南緯5.700度 東経151.667度。1944年（昭和19年）1月5日、帝国駆逐艦籍から除籍された。艦名は海上自衛隊の護衛艦もちづきに継承された

## 歴代艦長
※『艦長たちの軍艦史』260-261頁による。階級は就任時のもの。

### 艤装員長
1. 岩原盛恵 中佐：1927年7月25日[73] -

### 艦長
1. 岩原盛恵 中佐：1927年10月31日 - 1928年12月10日
2. 中田操 少佐：1928年12月10日 - 1929年11月30日[74]
3. 岡野慶三郎 少佐：1929年11月30日[74] - 1931年1月8日[75]
4. （兼）勝野実 少佐：1931年1月8日[75] - 1931年4月1日[76]
5. 加瀬三郎 少佐：1931年4月1日 - 1931年9月5日[77]
6. （兼）勝野実 少佐：1931年9月5日 - 1931年12月1日
7. 中川浩 少佐：1931年12月1日 - 1934年10月22日
8. 戸村清 大尉：1934年10月22日[78] - 1936年1月6日[79]
9. （兼）脇田喜一郎 少佐：1936年1月6日[79] - 1936年5月26日
10. 成冨武光 少佐：1936年5月26日[80] - 1936年12月1日[81]
11. 飛田健二郎 少佐：1936年12月1日 - 1937年11月15日[82]
12. 広瀬弘 少佐：1937年11月15日 - 1938年12月15日[83]
13. 菅間良吉 少佐：1938年12月15日 - 1940年10月15日[84] ※「睦月」艦長兼務（1939年6月24日 - 11月1日）
14. 寺内三郎 少佐：1940年10月15日 -
15. 宮崎勇 少佐：1942年4月6日 -
16. 生永邦雄 大尉：1942年12月30日 -
17. 岩渕悟郎 大尉：1943年10月15日 -